# Maison de Thouars
C'est à la fin du IXe siècle qu'apparaissent les premiers vicomtes de Thouars, bien avant les seigneurs de Châtellerault et  de Lusignan, etc. Ils représentaient le comte de Poitiers, dans l'espace nord aquitain confié à leur garde. Avec les branches puinées établies en Vendée, ils forment la maison de Thouars.

## Histoire
Les premiers vicomtes de Thouars sont issus de grands officiers de l'époque carolingienne. La maison de Thouars est probablement originaire des environs de Poitiers, où ils possédaient des biens au Xe siècle. À cette époque, leurs dons aux abbayes sont destinés à Saint-Cyprien de Poitiers, Saint-Jouin de Marnes (15 km au sud de Thouars), Saint-Florent de Saumur et Saint-Martin de Tours.
Au XIe siècle, à la suite du mariage de Geoffroy II de Thouars avec Agnès de Blois, s'y ajoutent les abbayes de Bourgueil et de Marmoutier[réf. nécessaire]. Ce mariage est cependant hautement improbable. La seule source connue, le Fragmentis Chronicorum Comitum Pictaviae, Ducum Aquitaniae, ne mentionne qu'un mariage entre Agnete (Agnès), fille d'un comte de Tours, et un Wido (Gui), comte (sic) de Thouars, fils d'un vicomte Ebles de Thouars et d'Altrude de Limoges.
La succession des vicomtes de Thouars est originale : elle ne passait pas du père au fils aîné, mais successivement, et suivant leur ordre de naissance à chacun des frères puînés du défunt. Par le décès du dernier d'entre eux seulement, le fils aîné de l'aîné réunissait l'usufruit à la nue-propriété sur laquelle ses oncles n'avaient aucun droit. Ce mode de succession, en vigueur dans le Poitou, est nommé le retour, ou viage. À la mort du vicomte les enfants ne se partageaient que les meubles et une provision à hauteur des deux neuvièmes des immeubles de la succession. S'il y avait des filles, le fils aîné ne gardait que les trois-quarts des immeubles avec l'hôtel principal, le dernier quart étant réservé aux filles. Les membres de la famille de Thouars, mêmes s'ils n'étaient pas vicomtes titulaires, étaient appelés vicomtes et utilisaient ce titre dans leurs chartes. Ce droit coutumier perdura jusqu'au règne de Guy II de Thouars.
Dès le départ ce sont de grands propriétaires fonciers et leurs possessions s'étendent grâce à la rétribution qui leur est donnée pour leurs services par le comte de Poitou. Dans ce cas, ce sont souvent des biens ecclésiastiques relevant de la cathédrale Saint-Pierre de Poitiers ou de l'abbaye Saint-Hilaire par exemple.
Ils ont des biens à Bressuire, Thénezay, La Roche-sur-Yon ainsi qu'à Poitiers. Cette richesse leur permet de concéder des bénéfices. Les principaux seigneurs du Thouarsais sont leurs vassaux ainsi que les sires d'Airvault, d'Argenton, de Bressuire et de Mauléon. Les vicomtes de Thouars sont également puissants dans les pays d'Herbauges et de Tiffauges.
À partir de la fin du Xe siècle, les pouvoirs locaux devenant de plus en plus forts, les vicomtes de Thouars prennent rapidement de la distance par rapport aux comtes de Poitou en jouant de leur proximité et de leur lien vassalique avec les comtes d'Anjou en particulier. Ainsi en 1030, le vicomte Geoffroy II entre en lutte contre son suzerain Guillaume VI le Gros, comte de Poitiers et duc d'Aquitaine. Aimery IV, le fils du vicomte Geoffroy II, accompagne Guillaume le Conquérant, duc de Normandie, lors de l'invasion de l'Angleterre. Il participe à la bataille d'Hastings le 14 octobre 1066.
Entre 1150 et 1230, les vicomtes de Thouars se permettent d'avoir leur propre politique entre rois de France et les Plantagenêt.
Deux siècles plus tard, Thouars se retrouve au cœur des luttes de la guerre de Cent Ans, la ville est prise par le prince de Galles dit le prince noir, puis par Bertrand du Guesclin pour le compte du roi de France.
En 1397, la dernière vicomtesse de la dynastie originelle décède et la vicomté de Thouars passe, par héritage, dans les mains de la Maison d'Amboise et de là, entre celles de la maison de La Trémoille.
Cependant, les vicomtes de Thouars ne retrouveront jamais le pouvoir de leurs prédécesseurs.
Louis III de La Trémoille participa aux Guerres de Religion, pour le récompenser, le roi Charles IX avait, au mois de juillet 1563, érigé la vicomté de Thouars en duché.

## Liste des vicomtes de la maison de Thouars
- avant 876-903 : Geoffroy Ier. Ses successeurs Savary et Aimery et leur frère Adhémar Ier abbé de Saint-Maixent (vers 903-928), étaient sans doute ses fils ou ses neveux.
- 903-929 : Savary Ier. Ce fut un fidèle du comte de Poitou Ebles Manzer. Il participa aux assemblées et plaids tenus par le comte de Poitiers. Ainsi en 903, Ebles le récompensa en lui donnant la tutelle de l'abbaye de Saint-Maixent.
- 929-936 : Aimery Ier. Frère du précédent, il possédait des biens près de Poitiers, il était avoué de l'abbaye de Saint-Maixent (qui était très riche). Il épousa Aremburge et ils eurent deux fils : Savary II et Aimery II.
- 936-943 : Savary II. Fils du précédent ; il n'eut aucun fils.
- 943- vers 960 : Aimery II. Fils d'Aimery Ier, il est le frère de Savary II. Il fut un fidèle allié de son suzerain Geoffroy Grisegonnelle comte d'Anjou, celui-ci lui attribua des biens à Chavagné près du monastère de Saint-Maixent, à Faye-l'Abbesse près de Bressuire et à Missé, au sud de Thouars. En 955 il fit don de terres, toujours à Faye-l'Abbesse, au bénéfice de l'abbaye Saint-Bonneval-lès-Thouars. Aimery II épousa Aliénor (Adénor)[4] en 935, avec qui il eut un fils, Herbert Ier.
- vers 960-987 : Herbert Ier. Il était le fils d'Aimery II. Geoffroy Grisegonnelle, comte d'Anjou, apparaît comme suzerain et protecteur du vicomte Herbert (il en sera de même, d'ailleurs, vis-à-vis de son fils Aimery III). Depuis environ 973, Geoffroy était en possession des points forts de Loudun et Mirebeau et enserrait donc les domaines du vicomte de Thouars. Herbert épousa en 956 Aldéarde (ou Hildegarde), fille de Cadelon Ier, vicomte d'Aulnay et de Sénégonde de Marcillac. En 971, Aldéarde fonda l'église d'Airvault, elle mourut après l'an mil. Herbert et Aldéarde eurent plusieurs enfants : Aimery III, Savary III, Raoul Ier, Thibault et Geoffroy.

Aldéarde est restée célèbre par la mésaventure qui lui arriva vers les années 980. Ayant eu une liaison avec le comte de Poitiers Guillaume Fier à Bras, elle se trouva exposée à la vindicte de la femme de ce dernier, Emma de Blois, sœur du comte de Blois Eudes. Emma se vengea en faisant rudoyer et violer sa rivale lors d'une rencontre. Emma se réfugia alors dans le château de Chinon, où elle attendit que son mari lui pardonnât cette action.
- 987-997 : Aimery III. Il était le fils d'Herbert Ier et d'Aldéarde (ou Hildegarde) d'Aunay. Vassal du comte de Poitiers, il se reconnaissait aussi vassal du comte d'Anjou Foulques III Nerra qui était très présent dans cette partie du Poitou. En 992 le vicomte assiste Foulques contre les Bretons pour la possession du comté de Nantes et en particulier lors de la bataille de Conquereuil. Foulques confie la garde de Nantes à Aimery pendant la minorité du petit comte Judicaël. En 994 pourtant Aimery s'éloigne durablement de l'alliance angevine et Foulques construit une forteresse à Passavant pour le contrôler. Il épousa Elvise mais ils n'eurent pas d'enfants ; cependant Aimery eut un fils naturel, Haimon ou Aymon de Dinan, né vers 975, qui fut seigneur de Dinan, dit le Vicomte, comte en Domnonée.
- 997-1004 : Savary III. Frère du précédent, il se maria à deux reprises: du premier lit il eut Geoffroy II, du second Hugues, né vers 995. Pour s'être emparé d'un domaine appartenant aux Lusignan, Savary fut toujours en situation de conflit avec son voisin Hugues IV de Lusignan.
- 1004-1015 : Raoul. Frère du précédent, il lui succéda. Sa femme s’appelait Aremburge (ou Asceline), il en eut deux fils, Aimery et Thibault et une fille Aldegarde. Le duc d'Aquitaine et comte de Poitiers Guillaume le Grand pratiqua une politique d'équilibre (avec beaucoup de duplicité) entre Raoul et  Hugues IV de Lusignan afin de les neutraliser. Guillaume fit échouer un mariage entre la fille de Raoul et Hugues de Lusignan en proposant à ce dernier la veuve de Josselin, seigneur de Parthenay (qui n'avait laissé qu'un fils en bas âge). Mais en fait, le duc s'arrangea pour que ce mariage échouât lui aussi et provoquât la guerre entre le vicomte de Thouars d'une part et le seigneur de Lusignan et le duc lui-même d'autre part. Le vicomte Raoul mourut à la fin de l'année 1014 alors qu'il ravageait les terres d'Hugues IV de Lusignan.
- 1015-1055 : Geoffroy II. Il était le fils de Savary III. Il épouse Adénor (Aénor)[6],[7].
- 1055-1093 : Aimery IV. Fils du précédent, marié à Arengarde fille de Geoffroy de Mauléon, puis en secondes noces il épousa Ameline.
- 1093-1104 : Herbert II. Fils du précédent, il mourut lors de la première Croisade à Jaffa (Palestine) en 1104. C'était le fils d'Aimery IV et d'Ameline. Il succéda immédiatement à son père Aimery IV. Le 10 février 1096, l'évêque de Poitiers Pierre restaura l'abbaye d'Airvault, avec l'accord de Herbert, vicomte de Thouars, fils du vicomte Aimery défunt. Le 7 décembre 1099, sa famille entoura Arbert lors de la dédicace de l'église Saint-Nicolas de la Chaise, commencée par son père et qu'il acheva; alors auprès de lui se trouvaient son frère Geoffroy, dit de Tiffauges, sa sœur Audéarde (ou Hildegarde) qui était l'épouse de Hugues VI de Lusignan, et son oncle Raoul, dit de Mauléon.

À cette époque on pouvait mesurer l'étendue de la vicomté de Thouars par les fiefs qui relevaient d'elle. C'étaient Bressuire, Doué, Passavant, Argenton le Château, Airvault, La Forêt-sur-Sêvre, Montaigu, La Roche-sur-Yon, Tillé, Châteaumur, Pouzauges, Les Essarts, Lezay, Commequiers, et d'autres encore.
Comme beaucoup de ses contemporains, le vicomte Herbert se rendit en Palestine, la première fois en 1098. Il repartit avec son frère Geoffroy en 1102 lors de la croisade conduite par le duc Guillaume IX d'Aquitaine. Sa bannière était d'or semé de fleur de lys d'azur au franc quartier de gueules. Ces armoiries restèrent celles de sa maison, elles furent ensuite celles de la ville de Thouars. Beaucoup de pèlerins moururent pendant le trajet de Constantinople à Jérusalem. Au moment où Herbert voulut repartir en France, il mourut à Jaffa en 1104. Il fut inhumé près de l'église Saint-Nicolas de Jaffa. Il avait épousé vers 1095 Agnès dont il eut deux fils, Aimery VI et Herbert.
- 1104-1123 : Geoffroy III. Frère du précédent, marié en 1094 à Ameline.
- 1123-1127 : Aimery V. Fils du précédent, marié à Agnès, fille de Guillaume IX d'Aquitaine.
- 1127-1139 : Aimery VI. Fils d'Herbert II, marié à Mathilde d'Aquitaine.
- 1139-1151 : Guillaume Ier, fils d'Aimery V.
- 1151-1173 : Geoffroy IV. Frère du précédent, marié à Denise de Lusignan, fille de Hugues VII de Lusignan et de Sarrasine de Lezay. Il maria un de ses fils Guy de Thouars à Constance de Bretagne.
- 1173-1226 : Aimery VII. Fils du précédent, marié à Agnès de Laval, fille du baron Guy V de Laval et d’Agathe. En secondes noces époux de Marie.
- 1226-1229 : Hugues Ier. Frère du précédent, marié à Marguerite de Vihiers.
- 1229-1233 : Raymond Ier. Frère d'Aimery VII et d'Hugues Ier.
- 1233-1242 : Guy Ier. Fils d'Aimery VII, marié à Alix de Mauléon, fille de Savary Ier de Mauléon et de Belleassez de Pareds, dame de Pouzauges.
- 1242-1246 : Aimery VIII. Frère du précédent, marié à Béatrix de Machecoul dame de Machecoul et de La Roche-sur-Yon (veuve de Guillaume de Mauléon Seigneur de Talmond).
- 1246-1256 : Aimery IX. Fils de Guy Ier, marié à Marguerite de Lusignan, séparée de Raymond VII comte de Toulouse.
- 1256-1269 : Renaud ou Regnault de Thouars. Frère du précédent, marié à Aliénor de Soissons.
- 1269-1274 : Savary IV. Frère du précédent, marié à Agnès de Pons.
- 1274-1308 : Guy II. Fils d'Aimery IX, marié à Marguerite de Brienne.
- 1308-1332 : Jean Ier. Fils du précédent, marié à Blanche de Brabant.
- 1332-1333 : Hugues II. Frère du précédent, marié à Jeanne de Beaucay.
- 1333-1370 : Louis Ier. Fils de Jean Ier, marié à Jeanne de Dreux, fille de Jean de Dreux et de Peronnelle fille d'Henri III de Sully. Puis en secondes noces époux d'Isabeau d’Avaugour, veuve de Geoffroy VIII de Chateaubriand.
- 1370-1397 : Péronnelle de Thouars, Fille ainée du précédent, mariée à Amaury IV de Craon. À la mort de ce dernier en 1376, elle épousa Tristan Rouault de Boisménard. Avec elle s'éteignit la branche aînée de la première famille de Thouars qui posséda la vicomté plus de cinq siècles.

## Arbre généalogique
|                                         |                                         |                                         |                                         |                                         |                                         | Geoffroy Ier          |                       |                       |                       |                                         |                                         |                                         |                                         |                                          |                                          |                                          |                                          |                                          |                                          |                           |                           |                           |                           |                           |                           |                          |                          |                          |                          |                         |                         |                         |                         |                       |                       |                       |                       |                       |                       |                |                |  |  |                         |                         |                         |                         |                         |                         |  |  |  |  |  |  |  |  |  |  |
|                                         |                                         |                                         |                                         |                                         |                                         |                       |                       |                       |                       |                                         |                                         |                                         |                                         |                                          |                                          |                                          |                                          |                                          |                                          |                           |                           |                           |                           |                           |                           |                          |                          |                          |                          |                         |                         |                         |                         |                       |                       |                       |                       |                       |                       |                |                |  |  |                         |                         |                         |                         |                         |                         |  |  |  |  |  |  |  |  |  |  |
|                                         |                                         |                                         |                                         |                                         |                                         |                       |                       |                       |                       |                                         |                                         |                                         |                                         |                                          |                                          |                                          |                                          |                                          |                                          |                           |                           |                           |                           |                           |                           |                          |                          |                          |                          |                         |                         |                         |                         |                       |                       |                       |                       |                       |                       |                |                |  |  |                         |                         |                         |                         |                         |                         |  |  |  |  |  |  |  |  |  |  |
| Savary Ier Vicomte de Thouars (903-929) | Savary Ier Vicomte de Thouars (903-929) | Savary Ier Vicomte de Thouars (903-929) | Savary Ier Vicomte de Thouars (903-929) | Savary Ier Vicomte de Thouars (903-929) | Savary Ier Vicomte de Thouars (903-929) |                       |                       |                       |                       | Aimery Ier Vicomte de Thouars (929-936) | Aimery Ier Vicomte de Thouars (929-936) | Aimery Ier Vicomte de Thouars (929-936) | Aimery Ier Vicomte de Thouars (929-936) | Aimery Ier Vicomte de Thouars (929-936)  | Aimery Ier Vicomte de Thouars (929-936)  |                                          |                                          |                                          |                                          |                           |                           |                           |                           |                           |                           |                          |                          |                          |                          |                         |                         |                         |                         |                       |                       |                       |                       |                       |                       |                |                |  |  |                         |                         |                         |                         |                         |                         |  |  |  |  |  |  |  |  |  |  |
| Savary Ier Vicomte de Thouars (903-929) | Savary Ier Vicomte de Thouars (903-929) | Savary Ier Vicomte de Thouars (903-929) | Savary Ier Vicomte de Thouars (903-929) | Savary Ier Vicomte de Thouars (903-929) | Savary Ier Vicomte de Thouars (903-929) |                       |                       |                       |                       | Aimery Ier Vicomte de Thouars (929-936) | Aimery Ier Vicomte de Thouars (929-936) | Aimery Ier Vicomte de Thouars (929-936) | Aimery Ier Vicomte de Thouars (929-936) | Aimery Ier Vicomte de Thouars (929-936)  | Aimery Ier Vicomte de Thouars (929-936)  |                                          |                                          |                                          |                                          |                           |                           |                           |                           |                           |                           |                          |                          |                          |                          |                         |                         |                         |                         |                       |                       |                       |                       |                       |                       |                |                |  |  |                         |                         |                         |                         |                         |                         |  |  |  |  |  |  |  |  |  |  |
|                                         |                                         |                                         |                                         |                                         |                                         |                       |                       |                       |                       |                                         |                                         |                                         |                                         |                                          |                                          |                                          |                                          |                                          |                                          |                           |                           |                           |                           |                           |                           |                          |                          |                          |                          |                         |                         |                         |                         |                       |                       |                       |                       |                       |                       |                |                |  |  |                         |                         |                         |                         |                         |                         |  |  |  |  |  |  |  |  |  |  |
|                                         |                                         |                                         |                                         | Savary II (936-943)                     | Savary II (936-943)                     | Savary II (936-943)   | Savary II (936-943)   | Savary II (936-943)   | Savary II (936-943)   |                                         |                                         |                                         |                                         | Aimery II Vicomte de Thouars (943-v.960) | Aimery II Vicomte de Thouars (943-v.960) | Aimery II Vicomte de Thouars (943-v.960) | Aimery II Vicomte de Thouars (943-v.960) | Aimery II Vicomte de Thouars (943-v.960) | Aimery II Vicomte de Thouars (943-v.960) |                           |                           |                           |                           |                           |                           |                          |                          |                          |                          |                         |                         |                         |                         |                       |                       |                       |                       |                       |                       |                |                |  |  |                         |                         |                         |                         |                         |                         |  |  |  |  |  |  |  |  |  |  |
|                                         |                                         |                                         |                                         | Savary II (936-943)                     | Savary II (936-943)                     | Savary II (936-943)   | Savary II (936-943)   | Savary II (936-943)   | Savary II (936-943)   |                                         |                                         |                                         |                                         | Aimery II Vicomte de Thouars (943-v.960) | Aimery II Vicomte de Thouars (943-v.960) | Aimery II Vicomte de Thouars (943-v.960) | Aimery II Vicomte de Thouars (943-v.960) | Aimery II Vicomte de Thouars (943-v.960) | Aimery II Vicomte de Thouars (943-v.960) |                           |                           |                           |                           |                           |                           |                          |                          |                          |                          |                         |                         |                         |                         |                       |                       |                       |                       |                       |                       |                |                |  |  |                         |                         |                         |                         |                         |                         |  |  |  |  |  |  |  |  |  |  |
|                                         |                                         |                                         |                                         |                                         |                                         |                       |                       |                       |                       |                                         |                                         |                                         |                                         | Herbert Ier (960-987)                    |                                          |                                          |                                          |                                          |                                          |                           |                           |                           |                           |                           |                           |                          |                          |                          |                          |                         |                         |                         |                         |                       |                       |                       |                       |                       |                       |                |                |  |  |                         |                         |                         |                         |                         |                         |  |  |  |  |  |  |  |  |  |  |
|                                         |                                         |                                         |                                         |                                         |                                         |                       |                       |                       |                       |                                         |                                         |                                         |                                         |                                          |                                          |                                          |                                          |                                          |                                          |                           |                           |                           |                           |                           |                           |                          |                          |                          |                          |                         |                         |                         |                         |                       |                       |                       |                       |                       |                       |                |                |  |  |                         |                         |                         |                         |                         |                         |  |  |  |  |  |  |  |  |  |  |
|                                         |                                         |                                         |                                         |                                         |                                         |                       |                       |                       |                       |                                         |                                         |                                         |                                         |                                          |                                          |                                          |                                          |                                          |                                          |                           |                           |                           |                           |                           |                           |                          |                          |                          |                          |                         |                         |                         |                         |                       |                       |                       |                       |                       |                       |                |                |  |  |                         |                         |                         |                         |                         |                         |  |  |  |  |  |  |  |  |  |  |
|                                         |                                         |                                         |                                         |                                         |                                         | Aimery III (987-997)  | Aimery III (987-997)  | Aimery III (987-997)  | Aimery III (987-997)  | Aimery III (987-997)                    | Aimery III (987-997)                    |                                         |                                         | Savary III (997-1005)                    | Savary III (997-1005)                    | Savary III (997-1005)                    | Savary III (997-1005)                    | Savary III (997-1005)                    | Savary III (997-1005)                    |                           |                           |                           |                           | Raoul (1004-1015)         | Raoul (1004-1015)         | Raoul (1004-1015)        | Raoul (1004-1015)        | Raoul (1004-1015)        | Raoul (1004-1015)        |                         |                         |                         |                         |                       |                       |                       |                       |                       |                       |                |                |  |  |                         |                         |                         |                         |                         |                         |  |  |  |  |  |  |  |  |  |  |
|                                         |                                         |                                         |                                         |                                         |                                         | Aimery III (987-997)  | Aimery III (987-997)  | Aimery III (987-997)  | Aimery III (987-997)  | Aimery III (987-997)                    | Aimery III (987-997)                    |                                         |                                         | Savary III (997-1005)                    | Savary III (997-1005)                    | Savary III (997-1005)                    | Savary III (997-1005)                    | Savary III (997-1005)                    | Savary III (997-1005)                    |                           |                           |                           |                           | Raoul (1004-1015)         | Raoul (1004-1015)         | Raoul (1004-1015)        | Raoul (1004-1015)        | Raoul (1004-1015)        | Raoul (1004-1015)        |                         |                         |                         |                         |                       |                       |                       |                       |                       |                       |                |                |  |  |                         |                         |                         |                         |                         |                         |  |  |  |  |  |  |  |  |  |  |
|                                         |                                         |                                         |                                         |                                         |                                         |                       |                       |                       |                       |                                         |                                         |                                         |                                         | Geoffroy II (1015-1055)                  |                                          |                                          |                                          |                                          |                                          |                           |                           |                           |                           |                           |                           |                          |                          |                          |                          |                         |                         |                         |                         |                       |                       |                       |                       |                       |                       |                |                |  |  |                         |                         |                         |                         |                         |                         |  |  |  |  |  |  |  |  |  |  |
|                                         |                                         |                                         |                                         |                                         |                                         |                       |                       |                       |                       |                                         |                                         |                                         |                                         |                                          |                                          |                                          |                                          |                                          |                                          |                           |                           |                           |                           |                           |                           |                          |                          |                          |                          |                         |                         |                         |                         |                       |                       |                       |                       |                       |                       |                |                |  |  |                         |                         |                         |                         |                         |                         |  |  |  |  |  |  |  |  |  |  |
|                                         |                                         |                                         |                                         |                                         |                                         |                       |                       |                       |                       |                                         |                                         |                                         |                                         |                                          |                                          |                                          |                                          |                                          |                                          |                           |                           |                           |                           |                           |                           |                          |                          |                          |                          |                         |                         |                         |                         |                       |                       |                       |                       |                       |                       |                |                |  |  |                         |                         |                         |                         |                         |                         |  |  |  |  |  |  |  |  |  |  |
|                                         |                                         |                                         |                                         |                                         |                                         | Aimery IV (1055-1093) | Aimery IV (1055-1093) | Aimery IV (1055-1093) | Aimery IV (1055-1093) | Aimery IV (1055-1093)                   | Aimery IV (1055-1093)                   |                                         |                                         | Herbert II (1093-1104)                   | Herbert II (1093-1104)                   | Herbert II (1093-1104)                   | Herbert II (1093-1104)                   | Herbert II (1093-1104)                   | Herbert II (1093-1104)                   |                           |                           |                           |                           | Geoffroy III (1104-1023)  | Geoffroy III (1104-1023)  | Geoffroy III (1104-1023) | Geoffroy III (1104-1023) | Geoffroy III (1104-1023) | Geoffroy III (1104-1023) |                         |                         |                         |                         |                       |                       |                       |                       |                       |                       |                |                |  |  |                         |                         |                         |                         |                         |                         |  |  |  |  |  |  |  |  |  |  |
|                                         |                                         |                                         |                                         |                                         |                                         | Aimery IV (1055-1093) | Aimery IV (1055-1093) | Aimery IV (1055-1093) | Aimery IV (1055-1093) | Aimery IV (1055-1093)                   | Aimery IV (1055-1093)                   |                                         |                                         | Herbert II (1093-1104)                   | Herbert II (1093-1104)                   | Herbert II (1093-1104)                   | Herbert II (1093-1104)                   | Herbert II (1093-1104)                   | Herbert II (1093-1104)                   |                           |                           |                           |                           | Geoffroy III (1104-1023)  | Geoffroy III (1104-1023)  | Geoffroy III (1104-1023) | Geoffroy III (1104-1023) | Geoffroy III (1104-1023) | Geoffroy III (1104-1023) |                         |                         |                         |                         |                       |                       |                       |                       |                       |                       |                |                |  |  |                         |                         |                         |                         |                         |                         |  |  |  |  |  |  |  |  |  |  |
|                                         |                                         |                                         |                                         |                                         |                                         |                       |                       |                       |                       |                                         |                                         |                                         |                                         | Aimery VI (1127-1139)                    | Aimery VI (1127-1139)                    | Aimery VI (1127-1139)                    | Aimery VI (1127-1139)                    | Aimery VI (1127-1139)                    | Aimery VI (1127-1139)                    |                           |                           |                           |                           | Aimery V (1123-1127)      | Aimery V (1123-1127)      | Aimery V (1123-1127)     | Aimery V (1123-1127)     | Aimery V (1123-1127)     | Aimery V (1123-1127)     |                         |                         |                         |                         |                       |                       |                       |                       |                       |                       |                |                |  |  |                         |                         |                         |                         |                         |                         |  |  |  |  |  |  |  |  |  |  |
|                                         |                                         |                                         |                                         |                                         |                                         |                       |                       |                       |                       |                                         |                                         |                                         |                                         | Aimery VI (1127-1139)                    | Aimery VI (1127-1139)                    | Aimery VI (1127-1139)                    | Aimery VI (1127-1139)                    | Aimery VI (1127-1139)                    | Aimery VI (1127-1139)                    |                           |                           |                           |                           | Aimery V (1123-1127)      | Aimery V (1123-1127)      | Aimery V (1123-1127)     | Aimery V (1123-1127)     | Aimery V (1123-1127)     | Aimery V (1123-1127)     |                         |                         |                         |                         |                       |                       |                       |                       |                       |                       |                |                |  |  |                         |                         |                         |                         |                         |                         |  |  |  |  |  |  |  |  |  |  |
|                                         |                                         |                                         |                                         |                                         |                                         |                       |                       |                       |                       |                                         |                                         |                                         |                                         |                                          |                                          |                                          |                                          |                                          |                                          |                           |                           |                           |                           |                           |                           |                          |                          |                          |                          |                         |                         |                         |                         |                       |                       |                       |                       |                       |                       |                |                |  |  |                         |                         |                         |                         |                         |                         |  |  |  |  |  |  |  |  |  |  |
|                                         |                                         |                                         |                                         |                                         |                                         |                       |                       |                       |                       |                                         |                                         |                                         |                                         |                                          |                                          |                                          |                                          |                                          |                                          | Guillaume Ier (1139-1151) | Guillaume Ier (1139-1151) | Guillaume Ier (1139-1151) | Guillaume Ier (1139-1151) | Guillaume Ier (1139-1151) | Guillaume Ier (1139-1151) |                          |                          | Geoffroy IV (1151-1173)  | Geoffroy IV (1151-1173)  | Geoffroy IV (1151-1173) | Geoffroy IV (1151-1173) | Geoffroy IV (1151-1173) | Geoffroy IV (1151-1173) |                       |                       |                       |                       |                       |                       |                |                |  |  |                         |                         |                         |                         |                         |                         |  |  |  |  |  |  |  |  |  |  |
|                                         |                                         |                                         |                                         |                                         |                                         |                       |                       |                       |                       |                                         |                                         |                                         |                                         |                                          |                                          |                                          |                                          |                                          |                                          | Guillaume Ier (1139-1151) | Guillaume Ier (1139-1151) | Guillaume Ier (1139-1151) | Guillaume Ier (1139-1151) | Guillaume Ier (1139-1151) | Guillaume Ier (1139-1151) |                          |                          | Geoffroy IV (1151-1173)  | Geoffroy IV (1151-1173)  | Geoffroy IV (1151-1173) | Geoffroy IV (1151-1173) | Geoffroy IV (1151-1173) | Geoffroy IV (1151-1173) |                       |                       |                       |                       |                       |                       |                |                |  |  |                         |                         |                         |                         |                         |                         |  |  |  |  |  |  |  |  |  |  |
|                                         |                                         |                                         |                                         |                                         |                                         |                       |                       |                       |                       |                                         |                                         |                                         |                                         |                                          |                                          |                                          |                                          |                                          |                                          |                           |                           |                           |                           |                           |                           |                          |                          |                          |                          |                         |                         |                         |                         |                       |                       |                       |                       |                       |                       |                |                |  |  |                         |                         |                         |                         |                         |                         |  |  |  |  |  |  |  |  |  |  |
|                                         |                                         |                                         |                                         |                                         |                                         |                       |                       |                       |                       |                                         |                                         |                                         |                                         |                                          |                                          |                                          |                                          |                                          |                                          | Aimery VII (1173-1226)    | Aimery VII (1173-1226)    | Aimery VII (1173-1226)    | Aimery VII (1173-1226)    | Aimery VII (1173-1226)    | Aimery VII (1173-1226)    |                          |                          | Hugues Ier (1226-1229)   | Hugues Ier (1226-1229)   | Hugues Ier (1226-1229)  | Hugues Ier (1226-1229)  | Hugues Ier (1226-1229)  | Hugues Ier (1226-1229)  |                       |                       | Guy de Thouars        | Guy de Thouars        | Guy de Thouars        | Guy de Thouars        | Guy de Thouars | Guy de Thouars |  |  | Raymond Ier (1229-1233) | Raymond Ier (1229-1233) | Raymond Ier (1229-1233) | Raymond Ier (1229-1233) | Raymond Ier (1229-1233) | Raymond Ier (1229-1233) |  |  |  |  |  |  |  |  |  |  |
|                                         |                                         |                                         |                                         |                                         |                                         |                       |                       |                       |                       |                                         |                                         |                                         |                                         |                                          |                                          |                                          |                                          |                                          |                                          | Aimery VII (1173-1226)    | Aimery VII (1173-1226)    | Aimery VII (1173-1226)    | Aimery VII (1173-1226)    | Aimery VII (1173-1226)    | Aimery VII (1173-1226)    |                          |                          | Hugues Ier (1226-1229)   | Hugues Ier (1226-1229)   | Hugues Ier (1226-1229)  | Hugues Ier (1226-1229)  | Hugues Ier (1226-1229)  | Hugues Ier (1226-1229)  |                       |                       | Guy de Thouars        | Guy de Thouars        | Guy de Thouars        | Guy de Thouars        | Guy de Thouars | Guy de Thouars |  |  | Raymond Ier (1229-1233) | Raymond Ier (1229-1233) | Raymond Ier (1229-1233) | Raymond Ier (1229-1233) | Raymond Ier (1229-1233) | Raymond Ier (1229-1233) |  |  |  |  |  |  |  |  |  |  |
|                                         |                                         |                                         |                                         |                                         |                                         |                       |                       |                       |                       |                                         |                                         |                                         |                                         |                                          |                                          |                                          |                                          |                                          |                                          |                           |                           |                           |                           |                           |                           |                          |                          |                          |                          |                         |                         |                         |                         |                       |                       |                       |                       |                       |                       |                |                |  |  |                         |                         |                         |                         |                         |                         |  |  |  |  |  |  |  |  |  |  |
|                                         |                                         |                                         |                                         |                                         |                                         |                       |                       |                       |                       |                                         |                                         |                                         |                                         |                                          |                                          | Guy Ier (1233-1242)                      | Guy Ier (1233-1242)                      | Guy Ier (1233-1242)                      | Guy Ier (1233-1242)                      | Guy Ier (1233-1242)       | Guy Ier (1233-1242)       |                           |                           | Aimery VIII (1242-1246)   | Aimery VIII (1242-1246)   | Aimery VIII (1242-1246)  | Aimery VIII (1242-1246)  | Aimery VIII (1242-1246)  | Aimery VIII (1242-1246)  |                         |                         |                         |                         |                       |                       |                       |                       |                       |                       |                |                |  |  |                         |                         |                         |                         |                         |                         |  |  |  |  |  |  |  |  |  |  |
|                                         |                                         |                                         |                                         |                                         |                                         |                       |                       |                       |                       |                                         |                                         |                                         |                                         |                                          |                                          | Guy Ier (1233-1242)                      | Guy Ier (1233-1242)                      | Guy Ier (1233-1242)                      | Guy Ier (1233-1242)                      | Guy Ier (1233-1242)       | Guy Ier (1233-1242)       |                           |                           | Aimery VIII (1242-1246)   | Aimery VIII (1242-1246)   | Aimery VIII (1242-1246)  | Aimery VIII (1242-1246)  | Aimery VIII (1242-1246)  | Aimery VIII (1242-1246)  |                         |                         |                         |                         |                       |                       |                       |                       |                       |                       |                |                |  |  |                         |                         |                         |                         |                         |                         |  |  |  |  |  |  |  |  |  |  |
|                                         |                                         |                                         |                                         |                                         |                                         |                       |                       |                       |                       |                                         |                                         |                                         |                                         |                                          |                                          |                                          |                                          |                                          |                                          |                           |                           |                           |                           |                           |                           |                          |                          |                          |                          |                         |                         |                         |                         |                       |                       |                       |                       |                       |                       |                |                |  |  |                         |                         |                         |                         |                         |                         |  |  |  |  |  |  |  |  |  |  |
|                                         |                                         |                                         |                                         |                                         |                                         |                       |                       |                       |                       |                                         |                                         |                                         |                                         |                                          |                                          | Aimery IX (1246-1256)                    | Aimery IX (1246-1256)                    | Aimery IX (1246-1256)                    | Aimery IX (1246-1256)                    | Aimery IX (1246-1256)     | Aimery IX (1246-1256)     |                           |                           | Renaud (1256-1269)        | Renaud (1256-1269)        | Renaud (1256-1269)       | Renaud (1256-1269)       | Renaud (1256-1269)       | Renaud (1256-1269)       |                         |                         |                         |                         | Savary IV (1269-1274) | Savary IV (1269-1274) | Savary IV (1269-1274) | Savary IV (1269-1274) | Savary IV (1269-1274) | Savary IV (1269-1274) |                |                |  |  |                         |                         |                         |                         |                         |                         |  |  |  |  |  |  |  |  |  |  |
|                                         |                                         |                                         |                                         |                                         |                                         |                       |                       |                       |                       |                                         |                                         |                                         |                                         |                                          |                                          | Aimery IX (1246-1256)                    | Aimery IX (1246-1256)                    | Aimery IX (1246-1256)                    | Aimery IX (1246-1256)                    | Aimery IX (1246-1256)     | Aimery IX (1246-1256)     |                           |                           | Renaud (1256-1269)        | Renaud (1256-1269)        | Renaud (1256-1269)       | Renaud (1256-1269)       | Renaud (1256-1269)       | Renaud (1256-1269)       |                         |                         |                         |                         | Savary IV (1269-1274) | Savary IV (1269-1274) | Savary IV (1269-1274) | Savary IV (1269-1274) | Savary IV (1269-1274) | Savary IV (1269-1274) |                |                |  |  |                         |                         |                         |                         |                         |                         |  |  |  |  |  |  |  |  |  |  |
|                                         |                                         |                                         |                                         |                                         |                                         |                       |                       |                       |                       |                                         |                                         |                                         |                                         |                                          |                                          | Guy II (1274-1308)                       |                                          |                                          |                                          |                           |                           |                           |                           |                           |                           |                          |                          |                          |                          |                         |                         |                         |                         |                       |                       |                       |                       |                       |                       |                |                |  |  |                         |                         |                         |                         |                         |                         |  |  |  |  |  |  |  |  |  |  |
|                                         |                                         |                                         |                                         |                                         |                                         |                       |                       |                       |                       |                                         |                                         |                                         |                                         |                                          |                                          |                                          |                                          |                                          |                                          |                           |                           |                           |                           |                           |                           |                          |                          |                          |                          |                         |                         |                         |                         |                       |                       |                       |                       |                       |                       |                |                |  |  |                         |                         |                         |                         |                         |                         |  |  |  |  |  |  |  |  |  |  |
|                                         |                                         |                                         |                                         |                                         |                                         |                       |                       |                       |                       |                                         |                                         |                                         |                                         |                                          |                                          |                                          |                                          |                                          |                                          |                           |                           |                           |                           |                           |                           |                          |                          |                          |                          |                         |                         |                         |                         |                       |                       |                       |                       |                       |                       |                |                |  |  |                         |                         |                         |                         |                         |                         |  |  |  |  |  |  |  |  |  |  |
|                                         |                                         |                                         |                                         |                                         |                                         |                       |                       |                       |                       |                                         |                                         | Jean Ier (1308-1332)                    | Jean Ier (1308-1332)                    | Jean Ier (1308-1332)                     | Jean Ier (1308-1332)                     | Jean Ier (1308-1332)                     | Jean Ier (1308-1332)                     |                                          |                                          | Hugues II (1332-1333)     | Hugues II (1332-1333)     | Hugues II (1332-1333)     | Hugues II (1332-1333)     | Hugues II (1332-1333)     | Hugues II (1332-1333)     |                          |                          |                          |                          |                         |                         |                         |                         |                       |                       |                       |                       |                       |                       |                |                |  |  |                         |                         |                         |                         |                         |                         |  |  |  |  |  |  |  |  |  |  |
|                                         |                                         |                                         |                                         |                                         |                                         |                       |                       |                       |                       |                                         |                                         | Jean Ier (1308-1332)                    | Jean Ier (1308-1332)                    | Jean Ier (1308-1332)                     | Jean Ier (1308-1332)                     | Jean Ier (1308-1332)                     | Jean Ier (1308-1332)                     |                                          |                                          | Hugues II (1332-1333)     | Hugues II (1332-1333)     | Hugues II (1332-1333)     | Hugues II (1332-1333)     | Hugues II (1332-1333)     | Hugues II (1332-1333)     |                          |                          |                          |                          |                         |                         |                         |                         |                       |                       |                       |                       |                       |                       |                |                |  |  |                         |                         |                         |                         |                         |                         |  |  |  |  |  |  |  |  |  |  |
|                                         |                                         |                                         |                                         |                                         |                                         |                       |                       |                       |                       |                                         |                                         | Louis Ier (1333-1370)                   |                                         |                                          |                                          |                                          |                                          |                                          |                                          |                           |                           |                           |                           |                           |                           |                          |                          |                          |                          |                         |                         |                         |                         |                       |                       |                       |                       |                       |                       |                |                |  |  |                         |                         |                         |                         |                         |                         |  |  |  |  |  |  |  |  |  |  |
|                                         |                                         |                                         |                                         |                                         |                                         |                       |                       |                       |                       |                                         |                                         |                                         |                                         |                                          |                                          |                                          |                                          |                                          |                                          |                           |                           |                           |                           |                           |                           |                          |                          |                          |                          |                         |                         |                         |                         |                       |                       |                       |                       |                       |                       |                |                |  |  |                         |                         |                         |                         |                         |                         |  |  |  |  |  |  |  |  |  |  |
|                                         |                                         |                                         |                                         |                                         |                                         |                       |                       |                       |                       |                                         |                                         | Péronnelle (1370-1397)                  |                                         |                                          |                                          |                                          |                                          |                                          |                                          |                           |                           |                           |                           |                           |                           |                          |                          |                          |                          |                         |                         |                         |                         |                       |                       |                       |                       |                       |                       |                |                |  |  |                         |                         |                         |                         |                         |                         |  |  |  |  |  |  |  |  |  |  |

## Armoiries

D'or au franc quartier de gueules, semé de fleurs de lys d'azur
D'azur au franc quartier de gueules, semé de fleurs de lys d'or

Le blason de la famille de Thouars est issu des armes du vicomte de Thouars, Herbert II (d'or au franc quartier de gueules, semé de fleurs de lys d'azur).
Lorsque la ville de Thouars adopta le blason, les couleurs furent inversées (d'azur au franc quartier de gueules, semé de fleurs de lys d'or), on ne sait pas exactement pourquoi.